# 張拱極
張拱極（？—？），號清渠、又号守愚，貴州程番府貴竹長官司人，明朝政治人物。

## 生平
嘉靖二十二年（1543年）癸卯科貴州鄉試第十八名舉人。嘉靖年間任岳池縣知縣。